# Steffen Radochla
Steffen Radochla (Leipzig, 19 de octubre de 1978) es un ciclista alemán que fue profesional desde 2001 hasta 2013.

## Biografía
Ganador de una etapa en la Estrella de Bessèges en 2001 en su primer año como profesional, e incluso de dos carreras profesionales como amateur en 2000 (1 etapa del Sachsen Tour y el Rund um Berlin), fue considerado como una de las promesas del ciclismo alemán. Sin embargo sólo consiguió algunas buenas victorias en su carrera. En 2007, su mejor temporada, ganó la "semiclásica" neerlandesa Veenendaal-Veenendaal. 
En 2010 fichó por la formación alemana Team Nutrixxion Sparkasse donde quedó cuarto de la Vuelta a Holanda Septentrional. En junio de este año ganó al sprint la cuarta etapa de la Vuelta al Alentejo. Para finalizar esta temporada, consiguió el segundo puesto en el Campeonato de Alemania en Ruta, cincuenta segundos por detrás de Christian Knees.
Después de cinco años pasando por pequeños equipos Continentales (última categoría profesional), fichó por el equipo Euskaltel Euskadi para la temporada 2013.

## Palmarés
2001
- 1 etapa de la Estrella de Bessèges

2002
- Memorial Rik Van Steenbergen
- 1 etapa de la Vuelta a Sajonia
- 1 etapa del Drei-Länder-Tour

2003
- 1 etapa de la Vuelta a Austria

2006
- 2 etapas del Giro del Capo
- 1 etapa del Tour de Poitou-Charentes

2007
- 1 etapa de la Vuelta a Renania-Palatinado
- Veenendaal-Veenendaal

2008
- 1 etapa de la Szlakiem Grodów Piastowskich
- Neuseen Classics

2010
- 1 etapa de la Vuelta al Alentejo
- 2.º en el Campeonato de Alemania en Ruta

2011
- 1 etapa de la Carrera de la Solidaridad y de los Campeones Olímpicos

## Equipos
- Festina-Lotus (2001)
- Coast/Bianchi (2002-2003)
  - Team Coast (2002-2003) (hasta mayo)
  - Team Bianchi (2003)
- Illes Balears-Banesto (2004)
- Team Wiesenhof (2005-2007)
  - Team Wiesenhof (2005)
  - Team Wiesenhof Akud (2006)
  - Team Wiesenhof-Felt (2007)
- ELK Haus (2008-2009)
  - ELK Haus-Simplon (2008)
  - ELK Haus (2009)
- Nutrixxion-Sparkasse (2010-2011)
- Team NSP-Ghost (2012)
- Euskaltel Euskadi (2013)